# El Condado (Huelva)
El Condado Spanyolországban, Andalúzia Huelva tartományában található comarca. El Condado Andévalo comarcákkal határos. Lakosainak száma 103 895 fő (2024).

## Önkormányzatai
- Almonte
- Beas
- Bollullos Par del Condado
- Bonares
- Chucena
- Escacena del Campo
- Hinojos
- La Palma del Condado
- Lucena del Puerto
- Manzanilla
- Niebla
- Paterna del Campo
- Rociana del Condado
- Trigueros
- Villalba del Alcor
- Villarrasa